# Робинсон, Свенн

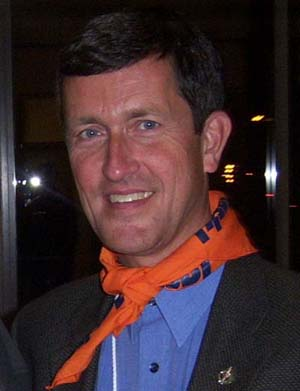
Свенн Робинсон на торонтском съезде НДП в январе 2003

Свенн Йоха́ннес Ро́бинсон (англ. Svend Johannes Robinson, 4 марта 1952 в Миннеаполисе, Миннесота, США) — канадский общественный политический деятель, ЛГБТ-активист. Будучи новодемократичным депутатом от Бернаби в Британской Колумбии, он энергично защищал в Канаде левые идеи. После того как он признался в краже ювелирного украшения на сумму 21 500 CAD, публично свидетельствовал в суде, что страдает от биполярной болезни. Прекратив свою политическую деятельность в 2004—2005, он выставлялся на федеральные выборы 2006, но был побеждён либералкой Хеди Фрай.
Является первым членом канадского парламента, совершившим каминг-аут как гей будучи на посту.